# Comité de Coordinación para la Liberación de Ceuta y Melilla
El Comité de Coordinación para la Liberación de Ceuta y Melilla fue una organización irredentista de origen marroquí que tenía como objetivo lo que según ellos era la «recuperación de las ciudades marroquíes de Ceuta y Melilla». Su organización estaba basada en la ideología irrendentista del Gran Marruecos.

## El Comité
El Comité se formó con integrantes que defendían esa ideología y querían llevarla a cabo lo antes posible mediante acciones rápidas y que tuvieran repercusión mediática. Entre sus acciones más conocidas estuvieron el robo del brazo de la estatua de Pedro de Estopiñán y el asalto al Peñón de Vélez de la Gomera.
La mayoría de sus acciones se realizaron en la frontera de España con Marruecos en Melilla, donde los integrantes del comité agredieron a varios policías españoles. Tanto su líder como varios activistas de la organización fueron multados por las autoridades marroquíes por estos incidentes.
Varios miembros de la organización pertenecían al Partido Liberal Marroquí.

## Disolución
El comité se disolvió el 16 de junio de 2014, según sus miembros, por la falta de apoyos de la población. Su líder acusó al Gobierno marroquí de hipócrita y pidió a España perdón por sus acciones.